# Luserneta
Luserneta (italià Lusernetta) és un municipi italià, situat a la ciutat metropolitana de Torí, a la regió del Piemont. L'any 2007 tenia 491 habitants. Està situat a la Vall Pèlis, una de les Valls Occitanes. Limita amb els municipis de Bibiana i Lusèrna Sant Joan.

## Administració
| Període | Identitat     | Partit        |
| ------- | ------------- | ------------- |
| 2004-   | Roberto Mauro | Llista cívica |